# U-12サッカーフェスティバル大林カップin木島平
U−12サッカーフェスティバルin木島平は、長野県木島平村で開催される日本サッカー協会第4種（小学生年代）チームを対象としたサッカー大会。
2011年からは大林組が特別協賛（冠スポンサー）となり「U-12サッカーフェスティバル大林カップin木島平」の大会名称を用いている。

## 概要
2005年、Jリーグは、全ての子供たちに試合出場の機会を提供するためのサッカー大会を開催することとし、同年にプレ大会を、2007年からは「JリーグU-12フェスティバル」の名称で8人制サッカーの大会を開催。各クラブのジュニアチームやスクールの選抜チームがこれに参加した。全国数箇所（年により前後した）の会場が毎年選定され、各会場ごとに定められた主管クラブがそれぞれ趣向を凝らした 運営を行っていた。
一方で、2007年にはJリーグ U-13、2008年にはJリーグ U-14が始まり、さらに2011年からの全日本少年サッカー大会での8人制導入も決まる。2010年になってJリーグは、U-12フェスティバルにおける「当初の目的を達成した」として U-12フェスティバルの打ち切りを決定した。
これによって、U-12フェスティバルの会場の中でも全国最大規模であり、夏の恒例行事として サポートを続けていた 木島平でも大会存続が危ぶまれる事態となったが、同会場の主管クラブを続けてきたFC東京 は、2011年以降個別に大会を主催することとし大林組もこれに賛同。Jリーグの名を用い得なくなり大会名称こそ変更することになったものの、複数のJリーグクラブが参加する従来の大会方式を継続しての存続が決まり、以後回を重ねている。
サッカー大会の他、自然体験学習や指導者懇親会も催され、発育・交流を深める場となっている。

### 大会名称
- 2005年 - 2006年：Jリーグアカデミーフェスティバル in きじま平[11]
- 2007年 - 2010年：JリーグU-12フェスティバル in きじま平[3]
- 2011年 - 現在：U-12サッカーフェスティバル大林カップ in 木島平[7]

### 参加クラブ
|                    | '05 | '06 | '07 | '08 | '09 | '10 | '11 | '12 | '13 | '14 | '15 | '16 |
| FC東京             | ○   | ○   | ○   | ○   | ○   | ○   | ○   | ○   | ○   | ○   | ○   | ○   |
| 福島ユナイテッドFC | -   | -   | -   | -   | -   | -   | -   | -   | -   |     | ○   |     |
| 鹿島アントラーズ   | ○   | ○   | ○   | ○   |     |     |     |     |     |     |     |     |
| 水戸ホーリーホック |     |     |     |     |     |     |     |     |     |     |     | ○   |
| 浦和レッズ         |     |     |     |     |     |     |     |     | ○   |     |     |     |
| 大宮アルディージャ | ○   | ○   | ○   | ○   |     |     |     |     |     |     |     |     |
| 柏レイソル         | ○   | ○   | ○   | ○   | ○   |     |     |     |     |     |     |     |
| 東京ヴェルディ1969 |     |     | ○   | ○   |     |     |     |     |     |     |     |     |
| 川崎フロンターレ   | ○   | ○   | ○   | ○   | ○   | ○   | ○   | ○   | ○   | ○   | ○   | ○   |
| 横浜F・マリノス    | ○   | ○   | ○   | ○   | ○   |     | ○   |     |     |     |     |     |
| 横浜FC             |     |     |     | ○   | ○   | ○   | ○   | ○   | ○   | ○   | ○   | ○   |
| 湘南ベルマーレ     | ○   | ○   | ○   | ○   | ○   | ○   | ○   |     |     |     |     | ○   |
| ヴァンフォーレ甲府 |     |     |     |     |     | ○   | ○   |     |     |     |     |     |
| 松本山雅FC         | -   | -   | -   | -   | -   | -   | -   | ○   | ○   | ○   |     |     |
| アルビレックス新潟 | ○   | ○   | ○   | ○   | ○   | ○   |     |     |     |     |     |     |
| カターレ富山       | -   | -   | -   | -   |     |     |     |     |     |     | ○   | ○   |
| 名古屋グランパス   |     |     |     |     | ○   | ○   | ○   | ○   | ○   | ○   | ○   | ○   |
| ヴィッセル神戸     |     |     |     |     | ○   | ○   |     |     |     |     |     |     |
| 長野県選抜         |     | ○   | ○   | ○   | ○   | ○   | ○   | ○   | ○   | ○   | ○   |     |
| Kリーグ選抜        |     |     |     | ○   |     |     |     |     |     |     |     |     |